# Cynodontiella alpestris
Cynodontiella alpestris là một loài rêu trong họ Dicranaceae. Loài này được Wahlenb. Bryhn mô tả khoa học đầu tiên năm 1892.